# 大豊駅 (平安南道)
大豊駅（テプンえき、朝鮮語: 대풍역）は、朝鮮民主主義人民共和国平安南道平原郡大豊里にかつて存在した駅で、南洞線に属していた。 

## 隣の駅
南洞線
漢川駅- 大豊駅 - 塩田駅